# شيخ (غرمخان)
شیخ (بالفارسية: شیخ) هي قرية تقع في إيران في قسم غرمخان الريفي. يقدر عدد سكانها بـ 522 نسمة بحسب إحصاء 2016.